# Josep Samitier
Josep Samitier Vilalta (n. 2 februarie 1902, Barcelona, Catalonia, Spania – d. 4 mai 1972, Barcelona, Catalonia, Spania) a fost un jucător de fotbal spaniol care a jucat pentru FC Barcelona.